# Foco de Ghon
En medicina se usa el término foco de Ghon para referirse a una lesión primaria en el pulmón causado por la bacteria Mycobacterium tuberculosis que aparece en una persona que no se encontraba previamente infectado. El epónimo viene del Patólogo austríaco Anton Ghon (1866-1936).

## Morfología
El foco de Ghon es un área inflamatoria pequeña en el parénquima pulmonar de naturaleza granulomatosa,debida a una resistencia ante la tuberculosis. que solo puede ser detectable en una radiografía del tórax cuando se calcifica o si crece considerablemente. Por lo general estos focos inflamatorios se curan, pero en ciertos casos, en especial en pacientes inmunosuprimidos, progresará hasta desarrollar una tuberculosis miliar—llamados así por su apariencia en la radiografía a las semillas de mijo.

## Ubicación
La ubicación clásica del foco de Ghon es en la vecindad o rodeando las fisuras del lóbulo superior de uno de los pulmones. Si el foco inflamatorio se extiende por multiplicación bacteriana, típicamente en las semanas 4-6 seguidas de la infección inicial, causando diseminación a los ganglios lnfáticos circunvecinos—en particular los ganglios paratraqueales donde drenan los lóbulos superiores—recibe el nombre de complejo de Ghon o complejo primario. El foco de Ghon puede diseminar bacterias hacia el espacio pleural causando pleuritis.